# Distrito de Ōchi
El distrito de Ōchi (邑智郡 Ōchi-gun?) es un distrito localizado en la prefectura de Shimane, Japón. En junio de 2019 tenía una población estimada de 18.008 habitantes y una densidad de población de 22,3 personas por km². Su área total es de 808,64 km².

## Localidades
- Kawamoto
- Misato
- Ōnan

## Fusiones
- El 1 de octubre de 2004 las ciudades de Iwami y Mizuho, y el pueblo de Hasumi se fusionaron para formar la nueva ciudad de Ōnan.
- El 1 de octubre de 2004 la ciudad de Ōchi, y el pueblo de Daiwa se fusionaron para formar la nueva ciudad de Misato.
- El 1 de octubre de 2004 la ciudad de Sakurae se fusionó con la ciudad de Gōtsu.